# Kyaw Zin Lwin
Kyaw Zin Lwin (en birmano: ကျော်ဇင်လွင်; Bago, Birmania, 4 de mayo de 1993) es un futbolista de Birmania que juega en la posición de lateral derecho con el Yangon City FC de la Liga Nacional de Birmania desde el año 2025.

## Carrera

### Club
| Periodo   | Club              |
| --------- | ----------------- |
| 2014–2018 | Magway FC         |
| 2019–2020 | Ayeyawady United  |
| 2021–2023 | Shan United       |
| 2024      | Dagon Star United |
| 2025–     | Yangon City FC    |

### Selección nacional
A nivel de selecciones menores jugó en seis partidos de los Juegos del Sudeste Asiático de 2015 y anotó dos goles, además de haber ganado la medalla de plata en el torneo.
Debutó con Birmania el 28 de agosto de 2015 en la derrota por 0-1 ante Emiratos Árabes Unidos en un partido amistoso en Abu Dabi.

## Logros
- General Aung San Shield (1): 2016